# 文里溪

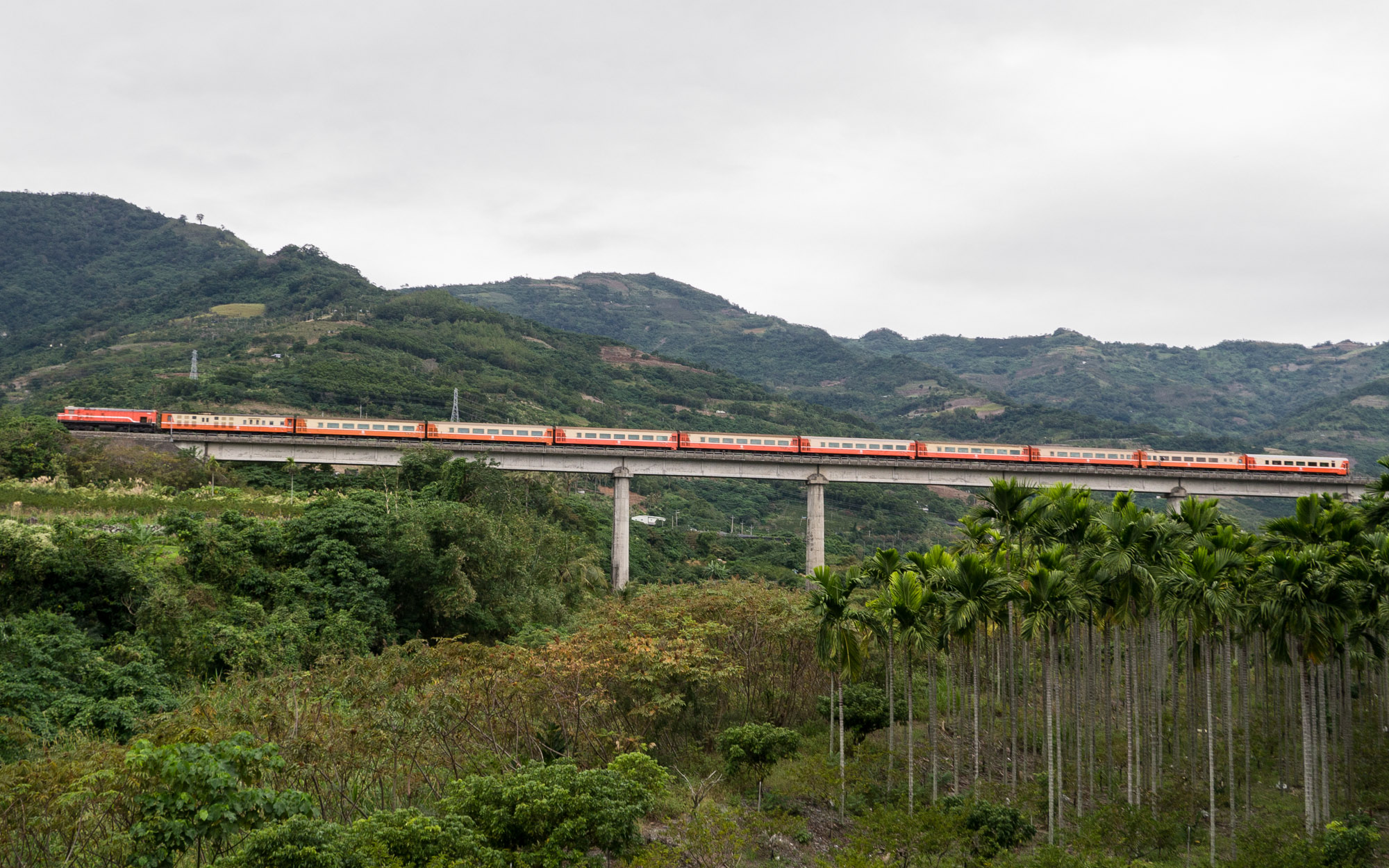
北太麻里溪橋

文里溪，為一位於台灣東部之縣市管河川，幹流長度4.00公里，流域面積5.90平方公里，分佈於台東縣太麻里鄉、金峰鄉。主流發源於金峰鄉新興村文里格，先向東北後轉東流，匯集北太麻里溪後轉東南流，最終於省道台9線北太麻里橋東側注入太平洋。

## 水系主要河川
以下由下游至源頭列出水系主要河川，其中粗體字為主流河道。
- 文里溪：台東縣太麻里鄉、金峰鄉
  - 沙崙溪：台東縣太麻里鄉
  - 北太麻里溪：台東縣太麻里鄉、金峰鄉